# Pirates of the Caribbean Multiplayer Mobile
Pirates of the Caribbean Multiplayer Mobile — MMOG для мобильных телефонов от mDisney, основанная на серии фильмов и аттракционе. Это третья массовая многопользовательская онлайн-игра в реальном времени для мобильных телефонов, после TibiaME и UnderCover 2.

## Игровой процесс
В игре есть три режима:
- «Драка на море» (англ. Broadside Brawl) — игроки объединяются в команды и топят корабли противника. Команда, уничтожившая больше врагов, побеждает.
- «Весёлый Роджер» — две команды пытаются захватить флаг врага и доставить его к себе.
- «Грабёж порта» — одна команда игроков защищает прибрежный город, а вторая пытается его захватить.

## Корабли
Игрок может использовать три типа кораблей:
- Шлюп — быстрый и маневренный, но обладает маленькой огневой мощью.
- Бригантина — может легко плыть против ветра. Идеальна для быстрых атак.
- Галеон — самый мощный военный корабль.

## Отзывы критиков
Игра получила положительный отзыв от IGN, который оценил ее в 7,8 балла из 10.